# Schuhplattler

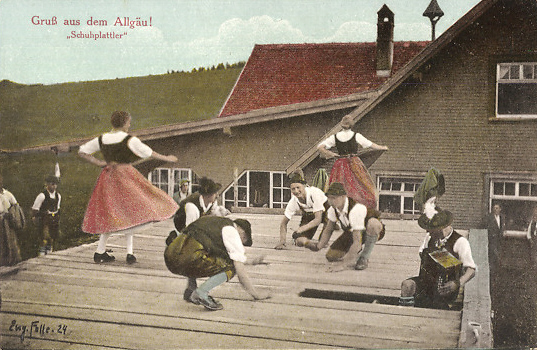
Ansichtskarte von 1924 („Gruß aus dem Allgäu – Schuhplattler“)

Schuhplattler bzw. Schuhplatteln ist der Name eines Tanzes aus dem Ostalpenraum. Schuhplattler bezeichnet auch die diesen Tanz ausführenden Personen. Der sich durch charakteristische Handschläge auf Oberschenkel und Schuhe auszeichnende Tanz ist aus dem Ländler entstanden. Im Laufe seiner Geschichte war der Schuhplattler Gegenstand gewichtiger Transformationen: Aus dem mit regionalen Unterschieden in relativ freien Formen dargebotenen Einzelpaartanz, bei dem der Bursche das mit ihm tanzende Mädchen umwarb, wurde in der heutigen Praxis ein meist zu Schauzwecken aufgeführter, weitgehend standardisierter Gruppenpaartanz ohne weibliche Beteiligung.

## Geschichte
Die sich ab dem 19. Jahrhundert ausweitende Popularität des Tanzes in Teilen der Ostalpen und das erst spätere Einsetzen einer wissenschaftlichen Beschäftigung mit dem Volkstanz erschweren die Erforschung der Ursprünge des Schuhplattlers. Karl Horak identifizierte Teile des Bundeslands Tirol, Südtirols, Salzburgs und Oberbayerns als Zentralgebiete, in denen er eine bodenständige Überlieferung nachweisen konnte. Der Schuhplattler entwickelte sich auf jeden Fall aus dem Ländler. Ursprünglich war er ein Einzelpaartanz ohne gewollte Gleichzeitigkeit der Bewegungen und durch Spontaneität der Tanzenden geprägt.
Im Drei-Viertel-Takt eines Ländlers absolvierte der Bursch eine Folge von Sprüngen und Hüpfbewegungen nach dem Rhythmus der Musik. Dabei „plattelte“ (schlug) er sich selbst auf Schenkel, Knie und Fußsohlen, „paschte“ (klatschte) in die Hände und stampfte mit den Füßen auf. Den Abschluss bildete ein walzerischer Rundtanz mit dem Mädchen. Wie diese Tänze ursprünglich ausgesehen haben, ist aus Aufzeichnungen in Südtirol überliefert. Beim Lüsener Deutschen etwa folgt auf vier achttaktige Ländlerfiguren die ebenfalls achttaktige Figur „Deutsch tanzen“: „Die Tänzerin dreht sich rechts allein vor dem Tänzer in Tanzrichtung weiter; der Tänzer folgt ihr plattelnd … Ältere Tänzer, welchen das Platteln schon schwerfällt, tanzen dafür schon in der 5. Figur Walzer.“ Es folgt als 6. Figur ein Walzerrundtanz. In einigen Gebieten wurden akrobatische Figuren getanzt, etwa das „Trestern“ auf der Zimmerdecke: Der Bursch stützt sich auf die Schultern seiner Partnerin auf und stampft mit den Beinen taktmäßig auf die Zimmerdecke bzw. schlägt die Beine zusammen (1824).
Zumindest seit der ersten Ausfahrt der Zillertaler Sängerfamilie Rainer ins Ausland und den dort veranstalteten „Tirolerabenden“ (1824) wurde der einstige Werbetanz zum Schautanz umgeformt. Diese Entwicklung wurde durch die ab 1883 in Oberbayern, etwas später in Tirol entstehenden Trachtenerhaltungsvereine fortgesetzt. Die Vereine standardisierten einen in seinen Formen weitgehend festgelegten Tanz, der im Laufe der folgenden Jahrzehnte die ursprünglich noch existierenden regionalen Varianten überlagerte. Ende des 19. Jahrhunderts wurde Schuhplatteln auch in Städten wie Graz, München und Wien, also weit außerhalb seines angestammten Verbreitungsgebiets, populär.

Einen der anschaulichsten Berichte über den Schuhplattler verfasste der Franzose und Weltreisende Hugues Krafft 1886: 

„Liebhaber von Volkstänzen kommen in Partenkirchen voll auf ihre Kosten, denn an Sonn- und Feiertagen sieht man auf den großen Plätzen überall Paare zur Musik tanzen. Vorzugsweise den Ländler, einen bei Mädchen und Jungen beliebten gemächlichen Walzer. Die größte Attraktion jedoch ist sogar für die hiesigen Bauern immer wieder der Schuhplatterl [sic!]. Er ist eine höchst ausgefallene Gigue: Wenn ein Paar damit beginnt, bilden andere einen Kreis. Während nun die Tänzerin kurzzeitig von ihrem Partner getrennt wird und weiterhin Walzerschritten folgt, muss der Tänzer zum Takt der Musik eine Reihe schwieriger Bewegungen ausführen. Er dreht sich um die eigene Achse, klopft sich auf Schenkel und Beine, fällt auf die Knie oder springt in die Luft und wirft seinen Hut, während er ein freudiges „Tju-hu“ ausstößt. – Schuhplatterl darf nicht jeder, der gerne möchte. Diejenigen, die dürfen und den Tanz beherrschen, werden dafür mit kräftigem Applaus angefeuert …“

Seit Anfang des 20. Jahrhunderts setzte sich mit dem „Burschenplattler“ eine Neuerung durch, die sich vom ursprünglichen Charakter des Tanzes noch weiter entfernte: Das Schuhplatteln wurde zu einem von Burschen dargebotenen Gruppenpaartanz, bei dem die Beteiligung von Mädchen überflüssig wurde. In den 1950er Jahren wurde aus touristischen Gründen der „Marschplattler“ (z. B. „Holzhacker“) ins Leben gerufen, der den bisher obligaten Dreivierteltakt des Ländlers aufgibt und der ebenfalls nur von Burschen ausgeführt wird. In den letzten Jahren bildeten sich vielerorts neue Schuhplattlergruppen, die die Tradition des Schuhplattelns zum Teil auch mit akrobatischen Figuren neu interpretieren.

## Herkunftslegenden
Beim Schuhplattler gibt es mehrere Herkunftslegenden. Angeblich wurde bereits um 1050 in der Ritterdichtung Ruodlieb ein Tanz beschrieben, der dem späteren Schuhplattler in Gebärden und Bewegungen ähneln soll. Tatsächlich wird bei der Beschreibung des Tanzes in dem mittelalterlichen Epos jedoch keinerlei Klatschen auf die Schenkel erwähnt.
Die bekannteste Herkunftslegende geht auf den Mundartdichter Karl Stieler um 1875 zurück. Demnach sei der Schuhplattler dem Balztanz des Auerhahns nachempfunden.

## Schuhplatteln heute
Heutzutage wird der Plattler vielerorts von Heimat- und Trachtenvereinen ausgeübt. Beim Schuhplatteln wird meist Tracht getragen, und z. B. beim Preisplatteln – das ist ein Turnier, bei dem mehrere Vereine und Gruppen zusammenkommen, um im Einzelwettbewerb oder im Gruppenwettkampf gegeneinander anzutreten – wird neben der Exaktheit der Tanzausführung besonders auf die Originalität und Vollständigkeit der Festtracht geachtet.
Die klassischen und modernen Interpretationen des Schuhplattelns verhalfen dem Schuhplattler zu einer kleinen Renaissance, denn immer öfter werden im Fernsehen, bei großen Messen und Veranstaltungen und großen Feiern Schuhplattler als besondere Einlage engagiert und bringen diese althergebrachte Form des Tanzes wieder einem breiten Publikum nahe. An Kleidung sind die Show-Plattler an der nicht so prächtig geschmückten Bekleidung zu erkennen.
Zu den in Volkstanzkreisen umstrittenen Formen des Schuhplattelns gehören folgende Varianten:
- Das Dirndlplatteln (Schuhplatteln durch reine Frauengruppen) wird bei den Trachtenvereinen nicht gern gesehen. Trotzdem sind in den letzten Jahren in Österreich und Südtirol eine Reihe von Damen-Schuhplattlergruppen entstanden.
- Auch das Platteln durch zu junge Kinder wird oft abgelehnt.
- In München entstand 1997 die Gruppe Schwuhplattler mit ausschließlich schwulen Mitgliedern.
- Häufig wird auch die Verwendung von als kitschig empfundenem Zubehör abgelehnt, wie Holzhacken auf der Bühne, Schmarrnkochen auf offenem Feuer während des Plattelns, Verwendung von abgestimmten Kuhglocken und anderes. Vom Publikum, besonders als Touristenattraktion in Fremdenverkehrsgegenden, werden alle diese Formen jedoch gern gesehen.
- Der Watschentanz ist eine Abart des Schuhplattlers, die zu Beginn des 20. Jahrhunderts als Touristenattraktion entstand.